# از نو نوشتن ستاره‌ها
«از نو نوشتن ستاره‌ها» (انگلیسی: Rewrite the Stars) یا «از نو نوشتن سرنوشت» ترانه‌ای با اجرای زک افران و زندایا برای فیلم بزرگ‌ترین شومن ساخته سال ۲۰۱۷ است که در ۱۷ نوامبر ۲۰۱۷ توسط آتلانتیک رکوردز در آلبوم بزرگ‌ترین شومن: موسیقی فیلم منتشر شد.

## نسخه بازسازی شده
۱۶ نوامبر ۲۰۱۸ این آهنگ توسط جیمز آرتور و آن-ماری بازسازی شد.